# Томас Лонгман
Томас Лонгман (англ. Thomas Longman; 1699 - 18 червня 1755) — англійський видавець, засновник видавництва Longman.

## Біографія
Томас Лонгман народився у Бристолі, у сім'ї Єзекиїла та Сари Лонгман. У віці дев'яти років Томас втратив батьків, від яких успадкував значну кількість майна. У заповіті батько наголошував на гарній освіті сина. Тому з сімнадцяти Лонгман протягом 7 років навчався у Джона Осборна, продавця книг в Лондоні на Ломбард-стріт, який згодом став власником компанії Stationers 'Company.
У 1724 році, після закінчення навчання, Лонгман придбав бізнес Джона Тейлора, відомого як перший видавець книги «Робінзон Крузо» та продавець книг на Патерностер Роу.
Через кілька місяців Джон Осборн уклав партнерські стосунки із Томасом Лонгманом, і вони торгували як «Дж. Осборн і Т. Лонгман». Вони були одними із перших акціонерів дуже успішної та прибуткової «Циклопедії мистецтв і наук» Єфрема Чемберса.
Зі смертю Джона Осборна, приблизно в 1734 році, Томас Лонгман став одноосібним власником бізнесу.
У 1740 р. Лонгман опублікував третій том першої праці Девіда Г'юма, «Трактат про людську природу».
У 1744 році він володів найбільшою кількістю акцій Циклопедії, маючи майже шосту частину усіх акцій. Він був одним із шести продавців книг, які уклали угоду із Семюелем Джонсоном на виготовлення англійського словника, «План» якого був виданий в 1747 році.
У 1753 році Лонгман уклав партнерські стосунки із своїм племінником Томасом Лонгманом. Після цього видавництво стало називатися T. and T. Longman.
Помер Лонгман 18 червня 1755 р.
Після смерті Лонгмана його компанію очолив племінник.

## Особисте життя
У 1731 році Лонгман одружився із Мері Осборн, дочкою Джона Осборна. Дітей у пари не було.